# Rohan Wight
Pour les articles homonymes, voir Wight.
Rohan Wight (né le 30 janvier 1997 à Adélaïde) est un coureur cycliste australien, spécialiste de la piste. Il est notamment  champion du monde de poursuite par équipes en 2017.

## Biographie
En 2014, Rohan Wight remporte son premier titre international avec la médaille d'or lors des championnats d'Océanie de poursuite par équipes juniors. Il est également troisième du championnat d'Océanie du contre-la-montre juniors. L'année suivante, il s'adjuge trois médailles lors des mondiaux sur piste juniors : il est champion du monde de poursuite par équipes et de course à l'américaine (avec Kelland O'Brien) et vice-champion du monde de l'omnium derrière le Néo-Zélandais Campbell Stewart.
À partir de 2016, Wight participe à des compétitions internationales dans l'élite. Lors de la manche de Coupe du monde de Hong Kong, il remporte la poursuite par équipes avec à Sam Welsford, Alexander Porter et Miles Scotson. Dans cette discipline, il devient champion du monde en 2017 avec Sam Welsford, Cameron Meyer, Alexander Porter, Kelland O'Brien et Nicholas Yallouris, même s'il n'a pas pris part à la finale.

## Palmarès sur piste

### Championnats du monde
- Astana 2015
  -  Champion du monde de poursuite par équipes juniors (avec Alex Rendell, Kelland O'Brien et James Robinson)
  -  Champion du monde de l'américaine juniors (avec Kelland O'Brien)
  -  Médaillé d'argent de l'omnium juniors
- Hong Kong 2017
  -  Champion du monde de poursuite par équipes (avec Sam Welsford, Cameron Meyer, Alexander Porter, Kelland O'Brien et Nicholas Yallouris)

### Coupe du monde
- 2015-2016
  - 1er de la poursuite par équipes à Hong Kong (avec Sam Welsford, Alexander Porter et Miles Scotson)

### Championnats d'Océanie
| Édition / Épreuve       | Poursuite individuelle | Poursuite par équipes                                      | Américaine |
| Adélaïde 2014 (juniors) |                        | Or (avec Thomas McDonald, James Robinson et James Tickner) |            |
| Invercargill 2015       | Argent                 | Argent                                                     |            |
| Cambridge 2017          |                        |                                                            | Argent     |

### Championnats nationaux
- 2014
  -  Champion d'Australie de poursuite par équipes juniors (avec Matthew Holmes, Jonathan Stephens et Callum Scotson)
  -  Champion d'Australie de l'omnium juniors
- 2015
  -  Champion d'Australie de poursuite par équipes juniors (avec Thomas Allford, Ethan Egglestone et James Higginson)
- 2016
  - 2e du championnat d'Australie du scratch
- 2017
  - 2e du championnat d'Australie de poursuite par équipes
  - 3e du championnat d'Australie de l'américaine
- 2018
  -  Champion d'Australie de l'américaine (avec Alexander Porter)
  - 2e du championnat d'Australie de poursuite par équipes
  - 3e du championnat d'Australie du scratch

## Palmarès sur route
- 2013
  - 3e du championnat d'Australie du contre-la-montre cadets
- 2014
  -  Médaillé de bronze du championnat d'Océanie du contre-la-montre juniors
- 2015
  -  Champion d'Australie du contre-la-montre juniors